# Гончаровский парк
Гончаро́вский парк — небольшой парк в северной части Москвы, филиал Лианозовского парка.

## Расположение
Гончаровский парк располагается в Бутырском районе Северо-восточного административного округа Москвы. Парк имеет почти квадратную форму и ограничен улицей Гончарова с севера, 1-м Гончаровским переулком с запада, 2-м Гончаровским переулком с востока и улицей Руставели с юга. Со всех прилегающих улиц имеются входы в парк.
Парк находится на примерно равном расстоянии от четырёх станций метро (расстояние от 920 до 1100 метров до центра парка): Бутырской, Дмитровской, Тимирязевской и Фонвизинской.

## История
Гончаровский парк располагается на землях бывшего Бутырского хутора, которые с 1824 года принадлежали Московскому обществу сельского хозяйства. Здесь с 1895 года проводились выставки сельскохозяйственных орудий и машин и производство при этом экспертизы. После Октябрьской революции 1917 года земли хутора были переданы Московскому высшему зоотехническому институту, здесь был образован один из первых совхозов. 22 октября 1921 года на том месте, где сейчас находится Гончаровский парк, были проведены испытания первого советского электроплуга, на которых присутствовал Владимир Ленин, о чём в парке имеется памятная стела.
После 1945 года территория хутора начала застраиваться трёх-пятиэтажными домами, а квадрат в его центре был зарезервирован под сквер. 5 ноября 1968 года сквер стал называться Ленинским или имени Ленина, а на его территории был установлен памятник «вождю пролетариата» (скульптор М. Ф. Листопад, архитекторы М. А. Фирсов и И. Н. Афанасьев). Летом 1988 года рядом с памятником поместили гранитную конструкцию, символизировавшую борозду. До нашего времени из всей композиции сохранилась только гранитная стела с текстом: «В. И. Ленин 22 октября 1921 г. присутствовал на испытании первого советского электроплуга на Бутырском хуторе в учебно-опытном хозяйстве Московского высшего зоотехнического института».
В 1998 году полузаброшенный сквер стал филиалом Лианозовского парка. В 2004 году парк был признан памятником истории и культуры регионального значения. В начале 2010 годов нашлись средства на приведение в порядок парка. Для разработки концепции было привлечено архитектурное бюро «Проект Меганом» Юрия Григоряна. Пока шли работы, был проведён опрос относительно названия нового парка вместо официального «Филиал Лианозовского парка на улице Руставели». Было предложено несколько вариантов: «Бутырский хутор», «Гончаровский» (по одной из улиц, к которой выходит парк), «Открытый парк» (согласно проекту, у парка была убрана ограда), «Парк на Руставели» (по одной из улиц, к которой выходит парк) и «Парк писателей» (почти все улицы в районе названы именами писателей). Победителем стало название «Гончаровский» — 32 % голосов.
Новый парк открылся 22 октября 2013 года. В парке были устроены детские и спортивные площадки, беседки для настольных игр и шезлонги для отдыха у пруда, сцена и спортивное поле с трибуной. «Визитной карточкой» Гончаровского парка стала ограда: вместо забора по периметру территории была сооружена живая изгородь из многолетних растений и травы с лавочками по обеим сторонам.

## Особенности

### Растительность
В парке произрастают множество ценных деревьев и кустарников, среди которых дуб черешчатый, каштан конский, ель колючая, вяз гладкий, тополь берлинский, тополь белый, орех маньчжурский и другие.

### Рекреационные возможности
- Гончаровский пруд площадью 0,3 га с фонтаном
- 4 детские площадки
- Велодорожки
- Воркаут площадка
- Волейбольная площадка
- Каток с искусственным льдом и трибунами (в зимнее время)
- Велодорожки
- Танцевальная площадка
- Прощадка для пинг-понга
- Шахматный домик
- Киоски с кофе, мороженым, фаст-фудом

### Скульптуры
- Скульптурная композиция Фридриха Согояна «Семья» (1983)[6]
- Памятная стела о проведении на этом месте 22 октября 1921 года испытаний первого советского электроплуга, в которых принимал участие Владимир Ленин.
- Памятная стела павшим в Великой Отечественной войне